# Парк «Наталка»
Парк «Наталка» — парк на березі Дніпра в Оболонському районі столиці України міста Києва.  

## Розташування
Розташований вздовж берега Дніпра, від гольф центру на Оболонській Набережній до Північного мосту. Загальна площа території парку становить близько 25 га. Назва походить від однойменного урочища, яке довго було дикою територією між житловим масивом «Оболонь» і Дніпром.

## Історія розвитку
У 1939 році на цій території розгорнулося секретне будівництво. Проєктом передбачалося спорудження під Дніпром стратегічної залізниці. Але в 1941 році почалася війна, і всі роботи згорнули далеко до завершення. У парку "Наталка" від цього проекту залишився величезний залізобетонний Кесон. У 1960-70-ті роки тут розташовувалася база відпочинку «Журналіст», а на початку 2000-х років — шоу-парк «Золоті ворота». Навколо цих споруд залишилися невеликі ділянки благоустрою.
У 2000-х роках частину урочища відвели під парк «Оболонь» в одному проекті з Оболонською набережною. Кілька прилеглих ділянок зеленої зони почали відводити під забудову. Натомість, громадськість за підтримки міської влади зуміла повернути землю столиці.
У 2013 р почалася комплексна реконструкція ландшафтного простору, що триває досі. Архітектор: О. Калиновський, ландшафтний дизайнер: Т.Калиновська.
27 Травня 2017 року було відкрито першу чергу парку, потім 13 липня 2018 року — другу чергу.
В 2024 році було відкрито міст Азовсталь, що поєднав парк з островом Оболонський та розширив прогулянкову територію парку.

## Планування
Донині збереглося планування центральної частини парку, яку упорядкували в кінці 70-х років ХХ століття. Для того, щоб максимально зберегти існуючі зелені насадження, проектувальники використовували сформовану систему доріжок. Інша частина парку з'явилася в результаті комплексного благоустрою прибережної смуги, вкритої дикою рослинністю. Парк є продовженням архітектурного ансамблю Оболонської набережної, побудованої в 2000 - 2007 роках, а також скверу «Сад каменів» (2009-2010). У парку розташували численні спортивні майданчики, сучасні дитячі майданчики, вело-пішохідні доріжки, бігову доріжку довжиною 400 метрів, паркові павільйони, альтанки, оглядові майданчики, дитячий лабіринт, пандуси і сходи. Парк знаходиться у низинній місцевості, що дозволяє відвідувачам мати безпосередній контакт з водною гладдю. Для цього уздовж води влаштовані Еко-доріжки. Для берегоукріплення використані габіонні стінки. У ландшафтному дизайні використані газони, боскети, алеї, перголи, альтанки, композиції з використанням фігурних стрижок, живоплоти, квітники і партери.

## Спроби забудови
Перша спроба реконструкції парку в 2013 році призвела до активних протестів і створення громадської організації (ГО) «Парк Наталка». Згодом, активістам ГО вдалося знайти спільну мову з районною та міською владою і в результаті тривалого конструктивного діалогу та взаємних компромісів прийти до позитивного результату. Ділянки землі, заплановані під забудову, повернули у власність міста для використання в якості парку «Наталка». Після цього, парки «Оболонь» и «Наталка» об'єднали під загальною назвою. Такий прецедент комунікації між громадськістю та владою послужив прикладом для багатьох інших ініціативних груп у Києві.
Ландшафтний комплекс є не тільки місцем для прогулянок і спортивних ігор, але і предметом професійного обговорення серед архітекторів і дослідників архітектури. Підсумовує думки архітекторів-ландшафтників таке твердження: "Як для Києва, парк Наталка заслуговує на оцінку п'ять з мінусом. Для світової практики - на трієчку. Але важливо зрозуміти: те, що подібна реконструкція відбулася, - це вже добре».
Спроби відновити забудову парку були відновлені у 2023 році в умовах російського вторгнення. Відповідне дозволи від КМДА отримала ТОВ «Гювексхаус». Рішення Київради від 9 лютого щодо передачі в оренду відповідної ділянки стало причиною звернень до НАЗК, в яких вказувалось на конфлікт інтересів мера Києва В.Кличка, поданих парламентським комітетом з питань антикорупційної політики та правозахисником О.Шевчуком.

## Зображення

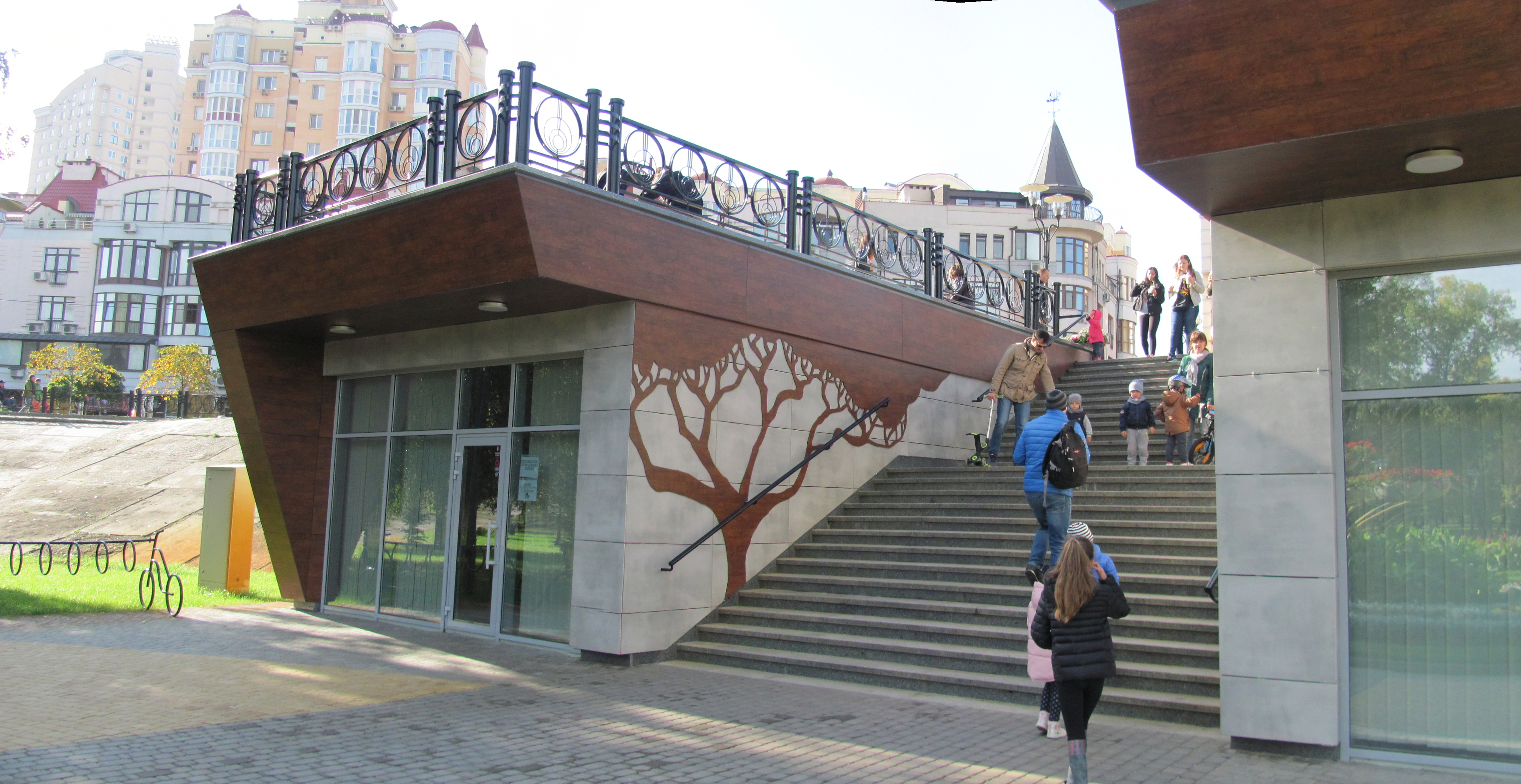
Вхід до парку
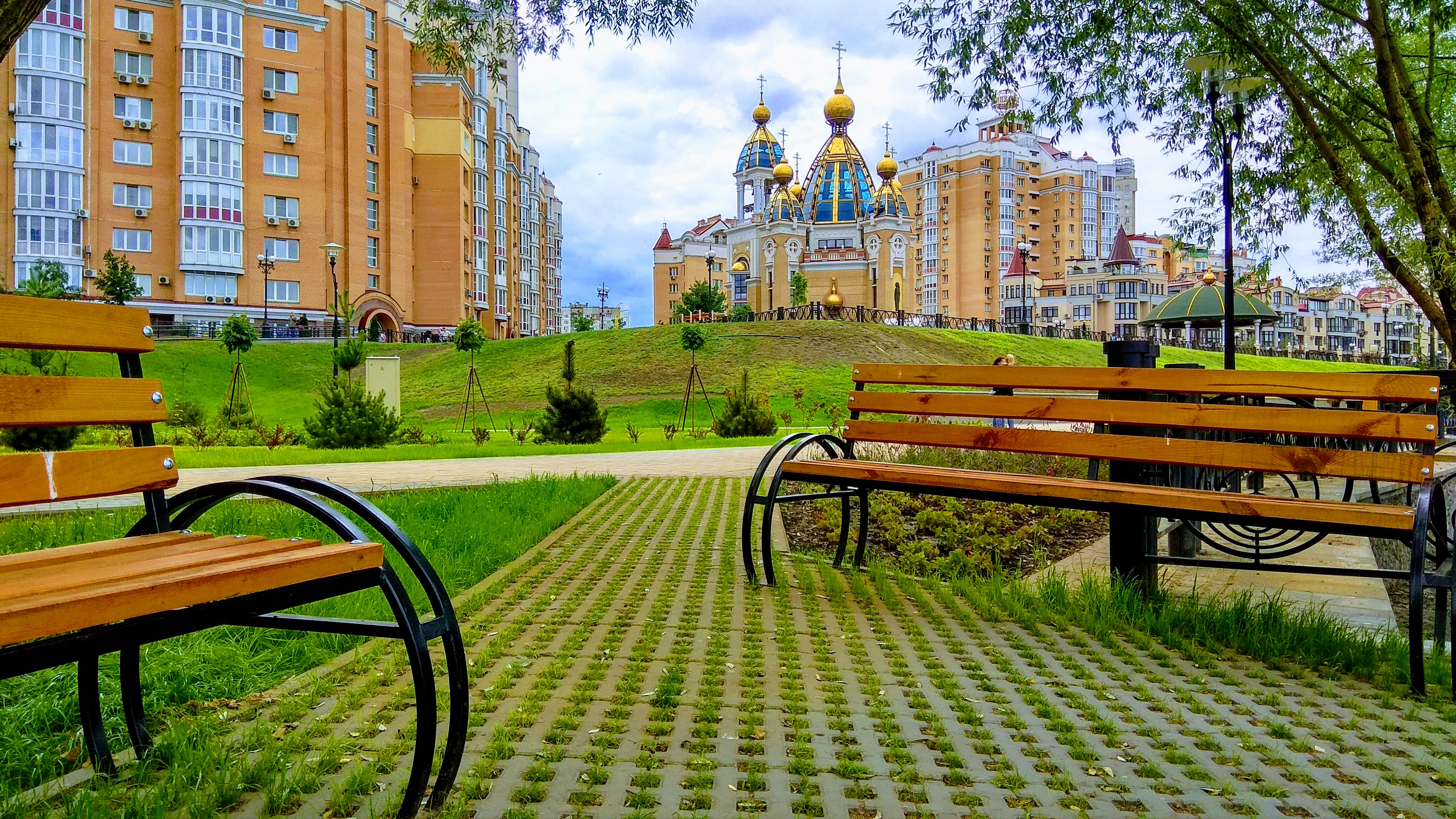
Краєвид з парку на храм
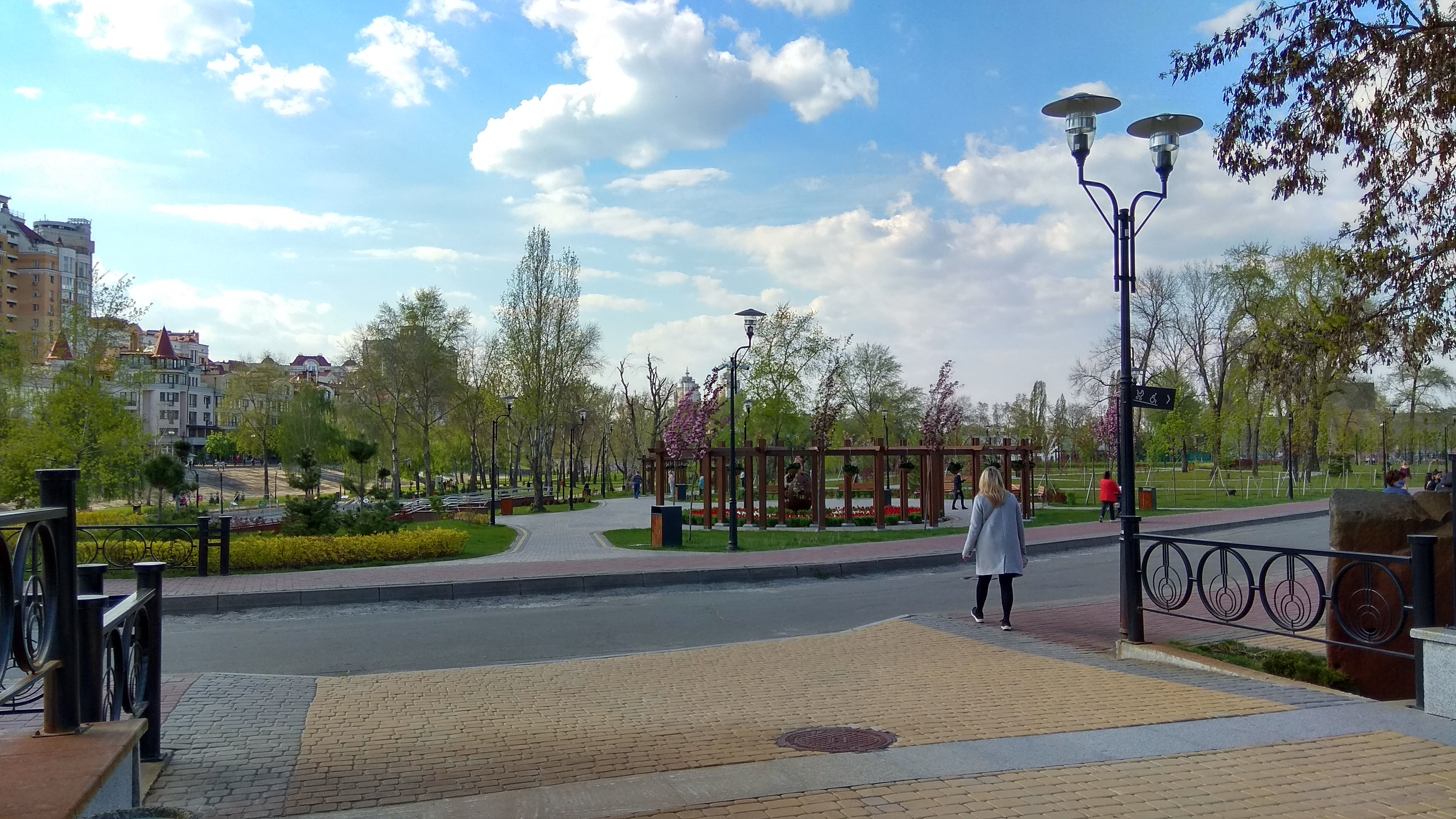
Краєвид з тераси на третю чергу парку
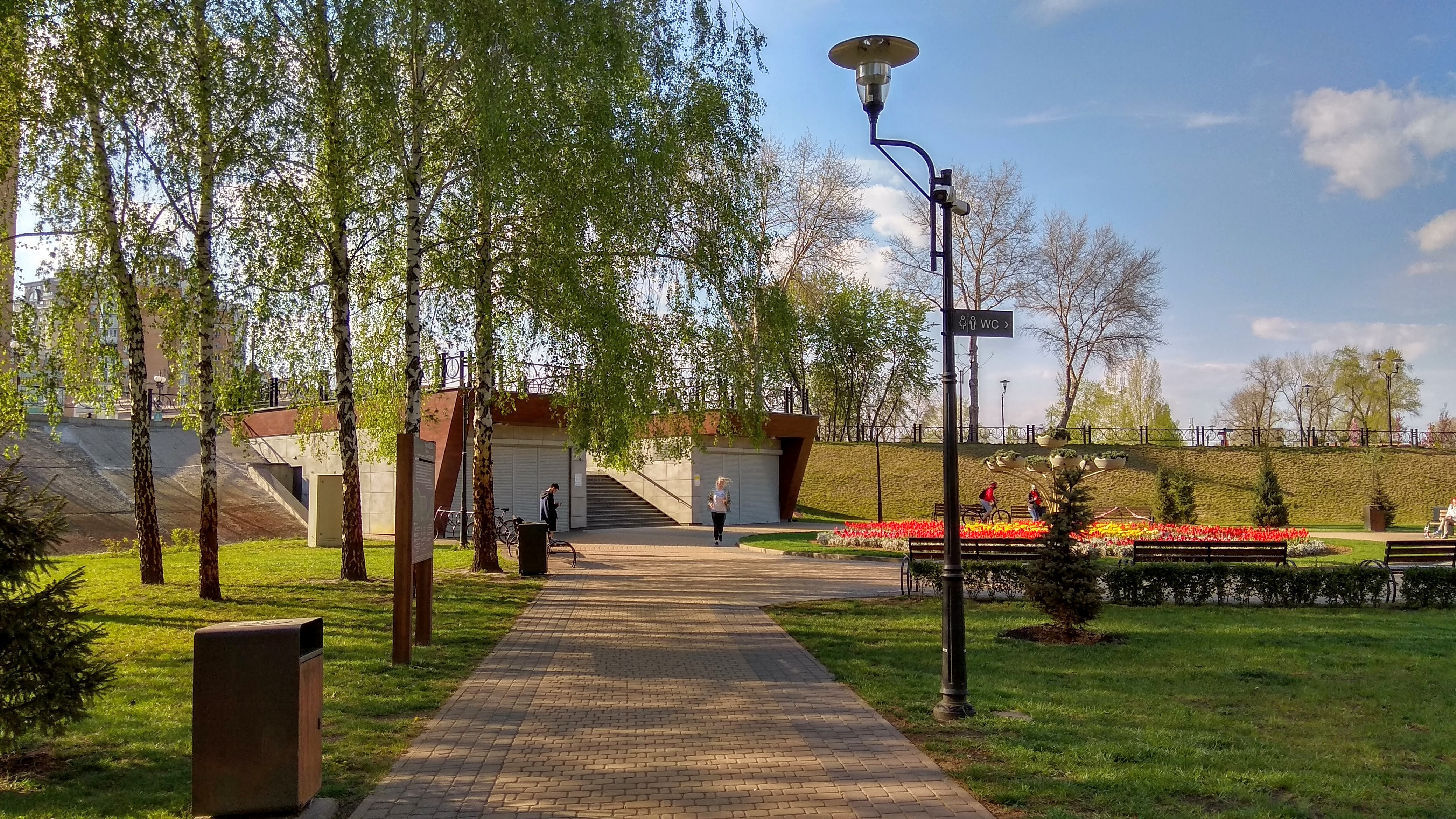
Вхідна площа
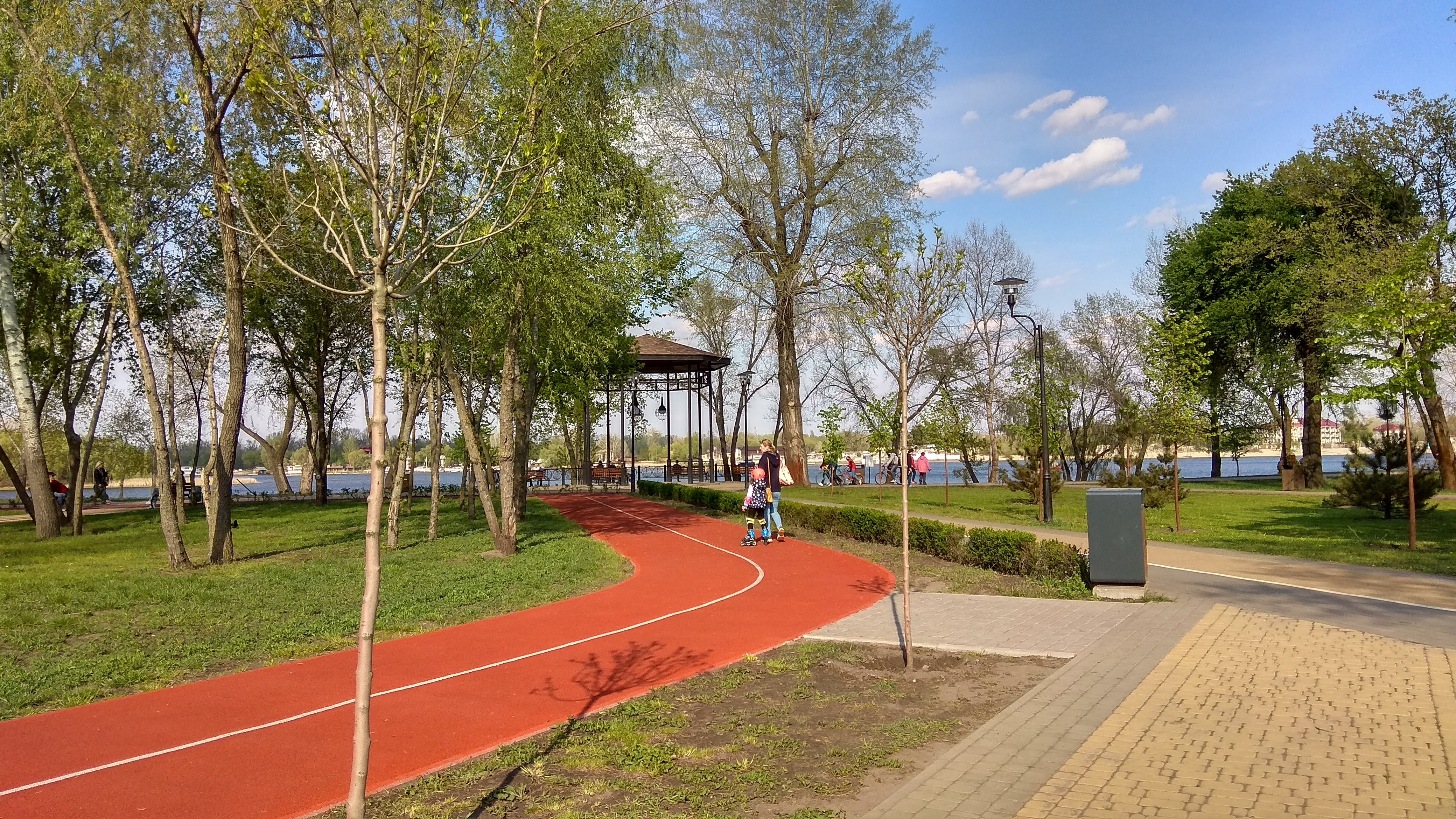
Бігова доріжка та альтанка
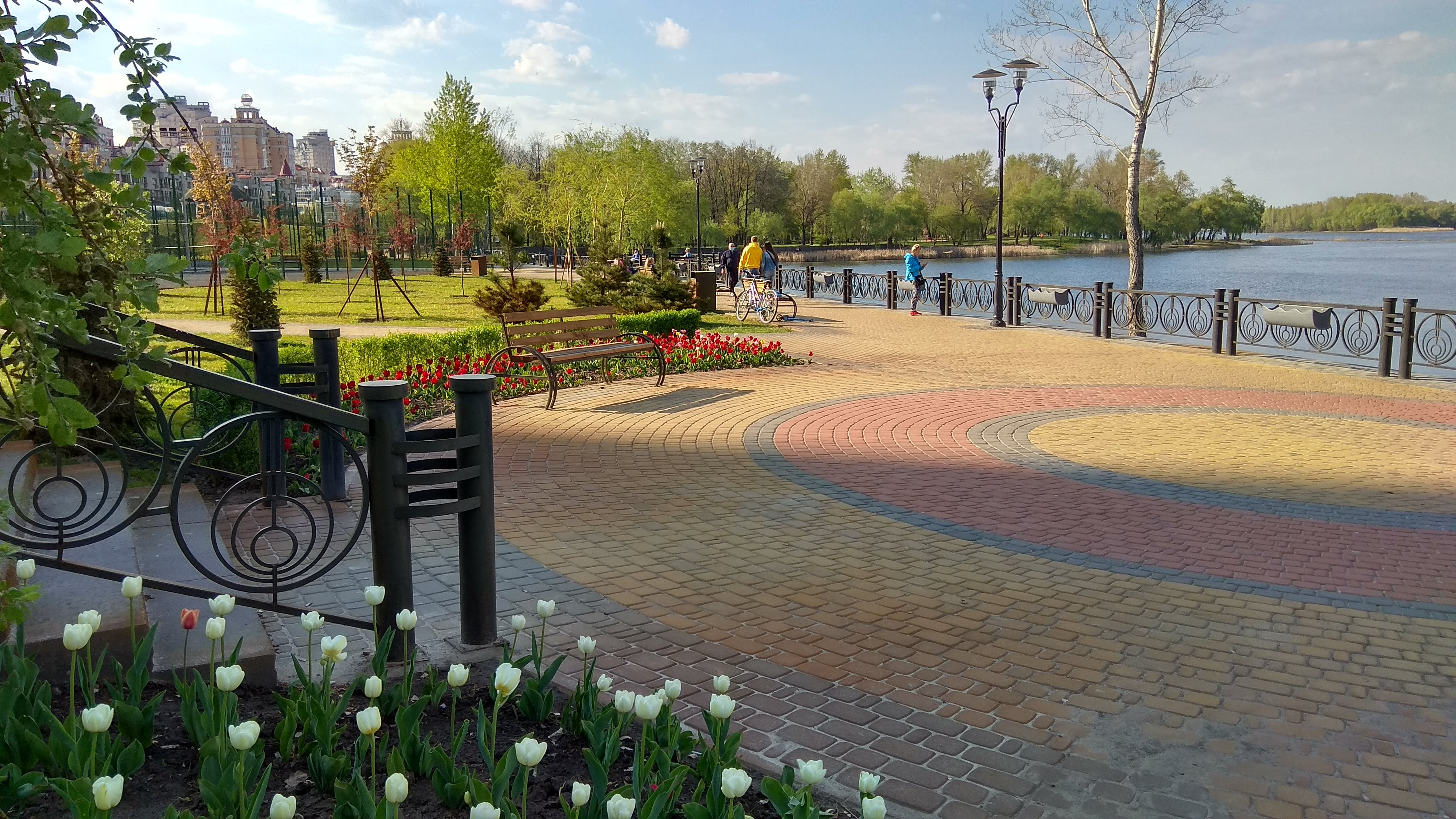
Краєвид на Дніпро
Київське вуличне мистецтво